# Mångstorpstjärnen
Mångstorpstjärnen är en sjö i Karlstads kommun i Värmland och ingår i Göta älvs huvudavrinningsområde. Sjöns area är 0,031 kvadratkilometer och den befinner sig 172 meter över havet.